# The Presets
I The Presets sono un gruppo di musica elettronica con tonalità pop e reggae formatosi a Sydney nel 2003.
Il duo è formato da Julian Hamilton e Kim Moyes.
All'attivo i due vantano collaborazioni anche nell'ambito della musica rock. Julian Hamilton ha infatti supportato in diversi concerti i Silverchair come tastierista. Sia Hamilton che Moyes formano con il frontman dei Silverchair Daniel Johns, la side-band The Dissociatives (2004).

## Discografia

### Album di studio
- Beams (2005)
- Apocalypso (2008)
- Pacifica (2012)
- Hi Viz (2018)

### Compilation
- Resets (2006), US Ltd. Ed. Available Digitally

### Singoli ed EP
- Blow Up (2003)
- Girl and the Sea EP (2004)
- Are You the One? (EP) (2005: AUS #74)
- Down Down Down (EP) (2006)
- My People (EP) con remix di Kris Menace, D.I.M. e Mouse on Mars Remixes (marzo 2008: AUS #19)
- This Boy's in Love (May 2008: AUS #23)
- Talk Like That (2008)

### Remix
- Midnight Juggernauts - Devil Within (2005)
- Paulmac - It's Not Me, It's You (2005)
- Cagedbaby - Hello There (2006)
- Lenny Kravitz - Breathe (2006)
- Howling Bells - Low Happening (2007)
- Silverchair - Straight Lines (2007)
- Architecture In Helsinki - Heart It Races (2007)

## Formazione
- Julian Hamilton – voce, tastiere
- Kim Moyes – batteria, tastiere